# Lajtmotiv
Lajtmotiv je kratka glazbena ideja vezana uz neki lik, predmet, pojam, mjesto ili osobinu. To je mala glazbena tema koja se javlja svaki put kada se pojavljuje osoba ili specifičnost koju ona označava. Npr. svaki put kada se u radnji opere pojavi određeni lik (bilo direktno na pozornici ili indirektno kroz spominjanje drugih likova), orkestar svira lajtmotiv te osobe.
Lajtmotivi vode gledatelje kroz glazbeno-scensko zbivanje te olakašavaju snalaženje u dramskoj radnji i praćenje djela. Oni osnažuju vezu između dramske radnje i glazbe.